# François Briatte
François Briatte (Losanna, 27 settembre 1805 – Losanna, 30 gennaio 1877) è stato un politico svizzero.

## Biografia

### Nascita e studi
Figlio di Jean-Baptiste Briatte e di Louise Henriette Delom, fu discendente di una famiglia francese naturalizzata vodese nel 1805. Dal 1820 al 1822 frequentò l'Accademia di Losanna, poi seguì corsi di agricoltura all'Istituto Fellenberg di Hofwil e di selvicoltura in Germania e in Francia. Nel 1820 fu tra i fondatori della sezione vodese di Zofingia. Nel 1823 divenne ispettore forestale del circondario delle Alpi, poi del Jorat nel 1831. Sposò Elisa-Françoise-Charlotte Milliet, figlia di François Benjamin Milliet, giudice e possidente. Tenente colonnello, dal 1839 al 1845 comandò il primo circondario (Vevey e Moudon).

### Carriera politica
Eletto al Gran Consiglio del Canton Vaud nel 1837, si allineò spesso alle posizioni radicali più profilate. Nel 1845 prese attivamente parte alla rivoluzione vodese a fianco di Henri Druey. Membro del governo provvisorio nel febbraio del 1845, nel marzo dello stesso anno fu eletto al Consiglio di Stato: diresse il Dipartimento militare dal 1845 al 1847), il Dipartimento militare e dei lavori pubblici dal 1852 al 1853 e nel 1855, il Dipartimento di giustizia e polizia nel 1849 e dal 1858 al 1859, il Dipartimento dell'interno dal 1850 al 1851 e dal 1860 al 1861 e infine il Dipartimento delle finanze dal 1856 al 1857. Fu deputato alla Dieta federale insieme a Druey nel 1839, nel 1844-1845 e nel 1848. Fu eletto diverse volte al Consiglio degli Stati, dal 1848 al 1853, dal 1856 al 1862, e dal 1864 al 1867, e ne divenne più volte presidente.
Coinvolto in tutte le decisioni del governo radicale al potere nel Canton Vaud dal 1845, venne fatto oggetto, con i suoi colleghi, delle critiche mosse da sinistra dai radicali capeggiati da Jules Eytel, e da destra dai liberali, che dopo la sconfitta subita nel 1845 erano riusciti a riorganizzarsi efficacemente. Nel 1862 radicali di sinistra e liberali si allearono per far cadere il governo: il loro successo fu all'origine, tra l'altro, della non rielezione di Briatte al Consiglio di Stato. Nel 1866 Briatte non fu rieletto neppure al Gran Consiglio vodese: questo ulteriore insuccesso provocò il suo ritiro dalla vita pubblica.